# Anicet Lavodrama
Anicet Lavodrama, né le 4 juillet 1963, à Bangui, en République centrafricaine, est un ancien joueur centrafricain naturalisé espagnol de basket-ball. Il évolue durant sa carrière aux postes d'ailier fort et de pivot.